# Благословення небесного урядника
«Благословення небесного урядника» — серія романів Мосян Тунсю в жанрі даньмей, на яку довго очікували українські читачі[джерело?]. До виходу перекладу цього твору фентезі-романи даньмей не були представлені в українському літературному просторі[джерело?]. Видавництво BookChef першим[джерело?] випустило ліцензійне видання серії.

## Сюжет
Книга Мосян Тонсьов «Благословення Небесного Урядника» має найчисельніший у світі фан-клуб. Твір стилістично витриманий, має неймовірний сюжет. Письменниця дуже вдало поєднує елементи міфології, даосизму та традиційної східної культури з зображенням романтичних стосунків головних героїв. Перед написанням твору авторка довго подорожувала Китаєм, збирала народні легенди, вивчала міфологію, відвідувала храми та монастирі.
Дія роману відбувається в трьох вимірах: у Небесній столиці, у королівстві смертних та у світі мерців. Головні герої книги — наслідний принц Сє Лянь та темний демон Хва Чен  Доля Сє Ляня непроста, періоди слави й обожнювання змінюються на немилість небожителів. Його зірковий шлях обривається, принца скидають з Небесної столиці у світ смертних. Люди руйнують його храми, статуї та святині. Через вісімсот років Сє Лянь втретє стає небесним урядником, але ставлення до нього небесних чиновників доволі скептичне. Щоб покращити свою репутацію, герой йде полювати на привидів і духів. Він розгадує таємницю наречених, які зникли під час весільних процесій через гору Юдзюнь. Під час розслідування його несподівано зустрічає привид, у червоному вбранні зі срібними метеликами та кривавим дощем. Він проводить Сє Ляня через гору Юдзюнь, руйнуючи чари.
У цій небезпечній подорожі він зустрічає загадкового Саньлана, який насправді не той, за кого себе видає. Авторка пропонує читачам колоритні портретні описи героїв, вишукані цікаві діалоги, які зачаровують своєю дотепністю та влучністю. За змістовними бесідами ховається гострий розум співрозмовників й зародження ніжних почуттів.
Роман «Благословення Небесного Урядника» про:
- гідність, доброту й порядність;
- щирість і лицемірство;
- мрії, від яких ніколи не відмовишся, та людей, яких ніколи не забудеш;
- дружбу й ніжні стосунки;
- про те, як розум, сміливість і взаємопідтримка допомагають перемагати зло.[3]

## Причини популярності
Фентезі, в якому переплітаються філософія з традиціями Древнього Китаю, стало мегапопулярним. Історія не залишила байдужими всіх, хто цінує магічні світи, тонкі почуття, симпатію і взаємодопомогу, дружбу й вірні стосунки.
Читацькі симпатії книга отримала завдяки:
- магічній атмосфері — в сюжеті поєдналося епічне фентезі, східні легенди і захопливі описи пригод;
- майстерній побудові стосунків головних героїв — романтичні почуття Се Ляня та Хва Чена розкриваються поступово, захоплюючи читачів у вихор емоцій та таємниць;
- створенню глибоких персонажів — харизматичний та мудрий Се Лянь і загадковий, небезпечний і відданий Хва Чен.

«Благословення Небесного Урядника» — це більше, ніж просто історія. Це подорож у світ богів, демонів та доленосного кохання, яке долає всі перешкоди.
Популярність даньмей-романів у світі — це справжній культурний феномен, який поєднує естетику східного фентезі, потребу в альтернативних романтичних наративах і силу цифрових фанспільнот. Також це попит на квір-наративи поза межами західного дискурсу. Там, де квір-історії часто мають політизований фокус, даньмей пропонує міфологізовану, епічну і водночас інтимну версію любові. Це дозволяє читачам побачити інакший формат стосунків: рівність у парі замість повної домінації одного над іншим. У цих історіях часто кожен із партнерів має свої сильні сторони, завдяки чому вони підтримують одне одного в тому. При цьому ніхто не принижує іншого за слабкості, а партнери цінують одне одного як особистостей, а не лише за зовнішність.

## Особливості перекладу
Книги Мосян Тонсьов здобули величезну популярність як у Китаї, так і за його межами. Її романи були перекладені на багато мов, зокрема англійську, японську та корейську. У 2022 році перші томи «Благословення небесного урядника» потрапили до списку бестселерів The New York Times.
У 2025 році читачі отримали ліцензований український переклад першого тому серії, яке випустило видавництво Bookchef. Перекладачка — Д. Муштальова.
Хоч це третій роман письменниці, але знайомство з творчістю М. Тонсьов видавництво Bookchef вирішило почати саме з цього твору, оскільки тут авторський стиль вже досяг зрілості та органічності. Крім того, порівняно з іншими книгами Тонсьов, ця історія має більш лінійний сюжет і менш складну систему світобудови, що полегшує входження в її художній світ. Роман гармонійно поєднує фентезі, романтику, комедію і драму, даючи повне уявлення про різноманітність стилю авторки.
Видавництво Bookchef 2 роки виборювало право на переклад. Два роки йшли обговорення умов, продовжувалися зустрічі з агентами письменниці на книжкових виставках, розгляд всіх питань, нарешті був підписаний договір на переклад всіх восьми частин серії.  Правовласники дуже обережно ставляться до перекладів, особливо до нових ринків, тому вибирають відповідальні видавництва. (Bookchef також має права на переклад «Засновника демонічного шляху» та The Scum Villain's Self-Saving System).
Читачі можуть бути впевнені в якості тексту. Це перше українське ліцензійне видання, перекладене з мови-оригіналу, доповнене коментарями перекладача, які допоможуть глибше зануритися в уявний світ героїв. Щоб захистити читача від неякісної літератури, BookChef маркує книгу спеціальним символом.